# バルバロ・カベルナリオ
バルバロ・カベルナリオ（Bárbaro Cavernario）のリングネームで知られるレオナルド・モレノ・アヤラ（Leonardo Moreno Ayala、1993年11月6日 - ）は、メキシコのプロレスラー。ハリスコ州サポパン出身。
リングネームはスペイン語で直訳すると「洞窟の野蛮人」の意。
兄はフリーとして活動しているデモニオ・マヤ、弟は同じくフリーとして活動しているインディゴ。

## 来歴
フリア・デル・リングの元でトレーニングを積み重ね、2008年4月25日に「エル・バルバロ（El Bárbaro）」なる覆面レスラーとしてプロレスデビュー。
2012年1月、CMLLに初参戦。3月11日グアダラハラ大会でエル・ギャロとマスカラ・コントラ・マスカラマッチで対戦したが、敗戦。マスクを剥がされて以降、リングネームを「バルバロ・カベルナリオ（Bárbaro Cavernario）」に変更し、カベルナリオ・ガリンドを彷彿とさせる原始人ギミックとして活動し始める。
12月16日、スモーカーの保持するオクシデンテ・ミドル級王座に挑戦。これに勝利を収め、第8代王者に輝き、自身初となるタイトルを獲得した。その後、2度の防衛に成功し、2013年7月7日にブラック・メタルと対戦したが、敗戦。同王座を手放したが、21日に同王座を賭けたリターンマッチに挑み、これに勝利。第10代王者に返り咲いた。
2014年1月31日、CMLLが主催するタッグトーナメント、トルネオ・ラ・グラン・アルテルナティーバにミステル・ニエブラとのタッグで出場。一回戦でブルー・パンテル・ジュニア&ディアマンテ・アスル組を破り、二回戦でヘチセロ&ウルティモ・ゲレーロ組、準決勝戦でドラゴン・リー&ルーシュ組から勝利を収め、2月21日、決勝戦でソベラノ・ジュニア&ボラドール・ジュニア組と対戦。この試合に勝利を収め、同大会に優勝。その後、パートナーのニエブラ率いる「ラ・ペステ・ネグラ（La Peste Negra）」の一員となった。
3月25日、新アイドルを決めるトーナメント、エン・ブスカ・デ・ウン・イドロに出場。6月20日に行われた優勝決定戦でヘチセロと対戦し、勝利。同大会初優勝を収めた。9月19日、CMLL81周年記念ショーにて、レイ・コメタとカベジェラ・コントラ・カベジェラマッチで激突。この試合に勝利し、コメタの髪を刈ることに成功した。
2015年1月、新日本プロレスが主催する「CMLL FANTASTICA MANIA 2015」に出場。同団体に初参戦を果たした。
5月3日、ティタンの保持するメキシコナショナルウェルター級王座に挑戦。勝利を収め、第73代王者に輝いた。また、新日本ではジュニアヘビー級選手によるリーグ戦、BEST OF THE SUPER Jr.に出場することが決定した。

## 得意技
カベルナリア
現在のフィニッシャー。カベルナリオの場合、相手の背後から飛びかかり両膝をつかせて極める。
ジャンピング・ボディ・プレス
助走を付けてセカンドロープに飛び乗り、その反動を利用して放っていく型を使用。

## 獲得タイトル
CMLL
- CMLL世界ライトヘビー級王座 : 1回（第17代）
- メキシコナショナルウェルター級王座 : 1回（第73代）
- オクシデンテ・ミドル級王座 : 2回（第8代、10代）
- トルネオ・ラ・グラン・アルテルナティーバ優勝 : 1回（2014年, w / ミステル・ニエブラ）
- エン・ブスカ・デ・ウン・イドロ優勝 : 1回（2014年）

## 入場テーマ曲
- la cumbia del garrote - Los del garrote